# Przewarszyty
Przewarszyty (niem. Prauerschitten) – osada w Polsce położona w województwie warmińsko-mazurskim, w powiecie bartoszyckim, w gminie Sępopol. W latach 1975–1998 miejscowość administracyjnie należała do województwa olsztyńskiego.

## Historia
W 1983 był to PGR, należący do Państwowej Stadniny Koni w Liskach. W tym czasie we wsi było 7 domów ze 153 mieszkańcami. We wsi był punkt biblioteczny a ulice miały elektryczne oświetlenie.